# Аррикур
Аррику́р, Аррікур (фр. Harricourt) — муніципалітет у Франції, у регіоні Гранд-Ест, департамент Арденни. Населення — 45 осіб (01.01.2021).
Муніципалітет розташований на відстані близько 200 км на схід від Парижа, 70 км на північний схід від Шалон-ан-Шампань, 45 км на південь від Шарлевіль-Мезьєра.

## Історія
До 2015 року муніципалітет перебував у складі регіону Шампань-Арденни. Від 1 січня 2016 року належить до нового об'єднаного регіону Гранд-Ест.

## Демографія
Динаміка населення (INSEE ):

## Економіка
2010 року серед 23 осіб працездатного віку (15—64 років) 19 були активними, 4 — неактивними (показник активності 82,6%, у 1999 році було 51,3%). З 19 активних мешканців працювало 17 осіб (8 чоловіків та 9 жінок), безробітними було 2 (1 чоловік та 1 жінка). Серед 4 неактивних 1 особа була учнем чи студентом, 2 — пенсіонерами, 1 була неактивною з інших причин.